# Matei Șerban Sandu - Despre claritatea intenției
Matei Șerban Sandu - Despre claritatea intenției este un film românesc din 2016 regizat de Ovidiu Darian.